# Lawrence Nuesslein
Lawrence Adam Nuesslein (* 16. Mai 1895 in Ridgefield Park; † 10. Mai 1971 in Allentown) war ein US-amerikanischer Sportschütze.

## Erfolge
Lawrence Nuesslein nahm an den Olympischen Spielen 1920 in Antwerpen in acht Wettbewerben teil. Mit dem Kleinkalibergewehr wurde er im stehenden Anschlag über 50 m vor seinen Landsmännern Arthur Rothrock und Dennis Fenton Olympiasieger. Auch in der Mannschaftskonkurrenz sicherte er sich gemeinsam mit Rothrock, Fenton, Willis Lee und Oliver Schriver die Goldmedaille. Mit dem Armeegewehr im stehenden Anschlag über 300 m musste er sich im Einzel Carl Osburn und Lars Jørgen Madsen geschlagen geben und gewann somit Bronze. Den Mannschaftswettbewerb beendete er mit Thomas Brown, Willis Lee, Carl Osburn und Lloyd Spooner auf dem Silberrang. In der Disziplin Laufender Hirsch erreichte er im Einzel im Einzelschuss den siebten Rang, im Doppelschuss verpasste er eine vordere Platzierung. In den Mannschaftskonkurrenzen wurde er im Doppelschuss Vierter, während er im Einzelschuss gemeinsam mit Brown, Lee, Osburn und Spooner eine weitere Bronzemedaille gewann.
Drei Jahre nach den Spielen wurde Nuesslein in Camp Perry mit dem Freien Gewehr im Einzel des stehenden Anschlags und im Dreistellungskampf mit der Mannschaft Weltmeister. Darüber hinaus sicherte er sich in den Einzeln im Dreistellungskampf und im knienden Anschlag Bronze. 1927 in Rom und 1928 in Loosduinen folgte jeweils eine weitere Bronzemedaille im Mannschaftswettbewerb des Dreistellungskampfes.
Nuesslein verbrachte den Großteil seines Lebens in Allentown, wo er 22 Jahre lang Manager einer Filiale von Sears, Roebuck & Co. war.